# A Question of Time
A Question of Time este o piesă a formației britanice Depeche Mode. Piesa a apărut pe albumul Black Celebration, în 1986.